# Caenoteleia elegans
Caenoteleia elegans är en stekelart som först beskrevs av Perkins 1910.  Caenoteleia elegans ingår i släktet Caenoteleia och familjen Scelionidae. Inga underarter finns listade.